# Спектромансер
Спектромансер — компьютерная игра в жанрах пошаговая стратегия и логическая карточная игра, разработанная и изданная компаниями Apus Software и Three Donkeys LLC на английском языке в 2008 году. Версия на русском языке выпущена в 2009 году. В 2010 году вышло первое официальное дополнение «Лига Героев». В 2011 года вышло второе официальное дополнение — «Сила правды». В 2012 году была выпущена версия игры для iOS. В 2012 году вышло третье официальное дополнение — «Gathering of Power».
Jagdish Chanda создала версии игры на флэш в 2009, 2010 и 2011 годах. Все три версии на флэш были хитом среди веб-игр. По просьбам игроков он добавил возможность редактирования колод в кампании — функциональность, отсутствующую в оригинальной версии игры. Он также разместил флэш-версию в социальной сети Facebook.
Также эта игра была адаптирована для iOS компанией Hothead Games под названием «Kard Combat».
В 2012 году была выпущена игра в той же игровой вселенной Ревния Astral Towers
Со 2 февраля 2013 года проводятся ежемесячные официальные турниры по Спектромансеру.

## Общая информация
Сеттинг игры — фэнтези. В давние времена в вымышленном мире (стране) Ревния произошла эпическая битва между объединившимися магами и Великим Дорлаком, целью которой было уничтожение могущественного артефакта Дорлака — Спектральной призмы. Дорлак был повержен, однако полностью уничтожить призму маги оказались не в состоянии: они лишь смогли разделить её на части и отдать их на хранение нескольким магам, получившим титул Хранителей. Эти части призмы известны как Осколки Святости, Смерти, Иллюзии, Механики, Контроля, Хаоса.
Начиная с версии 1.1 доступен также режим «Лига», сюжет в которой фактически отсутствует, герой просто участвует в регулярных чемпионатах Лиги Героев.

### Ревния
Мир, в котором происходит действие Astral Tournament, Владык Астрала и Спектромансера.
Во время сюжета игры Astral Tournament Дорлак создал Спектральную призму: артефакт, разлагающий астральную магию на части, дающий полный контроль над ней. Все маги Ревнии объединились против него и победили в великой Астральной войне, в процессе была уничтожена Луна. Призму разобрали на неуничтожимые части, Осколки, дающие контроль каждая над одной из стихий астрала. Осколки распределили между собой сильнейшие маги, став орденом Хранителей, члены которого враждовали между собой, защищая Осколки друг от друга.
Во время сюжета Спектромансера, через тысячу лет мира, главный герой, юный маг, ученик одного из Хранителей (по умолчанию — Ротванг, мастер механики, в версии 1.1 — Акаболи, хранительницы Иллюзии, в версиях до 1.1 — Флоры, Хранительницы Святости) получает приказ от богини Ревнии Селестии победить всех Хранителей, попавших под пагубное влияние Призмы, стремящейся к воссозданию прежнего мирового порядка, начиная со своего учителя, и передать Осколки ей. В конце кампании оказывается, что её героем является сам Дорлак, своими действиями во время кампании он искупил свою вину. Селестия куда-то пропадает, потратив много астральной энергии (один из игровых ресурсов Владык Астрала) в финальной битве против Ордена Хранителей.

### Модель распространения
Игра распространяется по условно-бесплатной модели. Она доступна для скачивания с сайта разработчика, а также в системе Steam, при скачивании с сайта разработчиков для игры Steam не требуется. В неактивированной игре доступна первая из трёх частей кампании, 10 одиночных дуэлей, несколько боёв в Лиге героев, игра на сервере за одну из первоначальных стихий (с версии 1.2 — до 5 боёв в сутки, ранее неограниченно). Начиная с версии 1.2 — это Механика (только в английской версии), ранее в 1.1 — это Иллюзия, в базовой версии — Святость. Активация производится через интернет отдельно приобретаемым ключом и полностью открывает кампанию, Лигу, а также даёт возможность сетевой игры за любую из стихий. Установленный клиент игры весит всего 57 мегабайт.

## Игровой процесс
Фактически боевой режим аналогичен боевому режиму игры Astral Tournament этого же разработчика. Игра отличается от своего предшественника улучшенной графикой, изменением параметров ряда существ, а также добавлением нескольких школ магии, отсутствующих в Astral Tournament, и наличием сюжетной линии, участие в разработке которой принимали сам изобретатель МТГ, а также разработчик Vampire: The Eternal Struggle, Star Wars Trading Card Game, RoboRally Ричард Гарфильд и Скафф Элиас (Magic: The Gathering Ice Age, Harry Potter Trading Card Game), которых привлёк успех Astral Tournament, который и вдохновил его создателей Алексея Станкевича, Ивана Полякова (к этой же игровой серии относится выпущенная ими же в 2004 году игра Владыки Астрала — игра в той же вселенной, Ревния, но с несколько отличающейся игровой механикой) начать разработки Astral Tournament 2.
Каждая миссия представляет собой магическую дуэль, целью которой, как правило (исключения бывают только в кампании), является понижение параметра жизни вражеского мага до нуля.
Отличительной особенностью игры, сразу выделяющей её из ряда подобных игр, является случайно формируемая дека карт, что делает каждый бой непохожим на другие.

### Магические дуэли
Каждый из оппонентов имеет шесть полей, в которые может призвать существ, и набор из двадцати карт, представляющих собой либо существа, либо мгновенные заклинания. Карты чар в игре не используются. Чары реализованы как способности существ, появившиеся в первом дополнении.
В сетевом режиме прокачка персонажа отсутствует, и победы влияют лишь на рейтинг, величина которого не влияет на вероятность побед в будущем, а влияет только на возможный диапазон уровней соперников, с которыми можно совершать дуэли.
Колода каждого игрока псевдослучайна, однако все карты в ней видны сразу. Помимо колоды каждый игрок обладает пятью счётчиками Сил Огня, Воды, Воздуха, Земли и Силы своей стихии (специализации, до боя выбранной игроком напрямую или через выбор случайной). Затрачивая Силы, оппоненты могут вызывать существ либо применять заклинания, причём Силы специализации изначально меньшие. Действует правило — за один ход применяется только одна карта.
Ассортимент карт Огня, Воды, Воздуха и Земли одинаков у всех, однако в связи с тем, что карт каждой из стихии — 12, а получает игрок только 4 из них — доступные для оппонентов карты могут отличаться. В мультиплеере — гарантированно отличаются, а также имеются запрещённые комбинации карт. Ассортимент карт «пятой» стихии — различен у каждой из специализаций.
Можно играть как оффлайн (с компьютером), так и онлайн (с реальными людьми).

### Офлайн
В офлайне доступны пять режимов игры: Поединок, Кампания, Лига Героев, Свои колоды, Драфтовый турнир.
В режиме «Поединок» битва ведётся против компьютера с настраиваемой сложностью: от ученика до архимага. Можно выбирать свою и бота стихии.
В режиме «Кампания» игрок выбирает стихию, которой собирается играть, имя своего персонажа и первоначальную сложность, которую можно менять в процессе прохождения. Шесть первоначальных стихий участвуют в кампании полностью, остальные, которые появились в дополнениях, не вписаны в неё напрямую. Под конец кампании персонаж входит в состояние спектроманта.
Наградой за победу становится либо выбор усиления одной из двух карт на выбор (иногда без), либо некоторое улучшение параметров героя (здоровье, стартовый запас Сил), либо усиление его ручного грифона, который появляется только в начале второй части кампании. Как правило в миссиях существует или особое правило, не встречающееся в прочих, или особые существа, вызов которых обычным способом недоступен.
В версии для iOS персонажу доступны все карты, поэтому соответствующая награда заменена на выбор усиления одной из двух карт на выбор.
До версии 1.3 не были персонажу доступны все карты, поэтому соответствующая награда была новая карта, грифон и его усиления также были.
И вне боёв, и внутри них нельзя сохранять состояние кампании для возвращения к нему позже. При этом одновременно можно кампанию проходить не в одном варианте. Но, если выйти в главное меню или закрыть приложение игры, бывшее состояние игры сохраняется, в том числе момент боя.
Режим «Лига Героев» появился в одноимённом дополнении. Игра в Лигах позволяет постепенно учиться стратегии и тактике игры с компьютером. Всего три Лиги — начальная, средняя и высшая. В каждой из Лиг вам будет противостоять компьютерный противник с определённой колодой и стилем игры, а также каждый бой имеет некоторый модификатор боя (например, старт боя с существом на поле боя). Требуется закончить цикл Лиги на первом месте и тогда — переход в следующую Лигу. Если занять не первое место — нужно снова проходить данную Лигу. Режим доступен только после активации дополнения «Сила правды» (до её выхода одноимённого дополнения).
Режим «Свои колоды» появился в версии 1.2. Он позволяет составлять произвольную деку из любых карт. Противником в таком режиме может быть только компьютер. Режим доступен только при активации дополнения «Сила правды».
В версии 1.2 также появился режим драфтовых турниров, доступный как в оффлайне, так и в онлайне. В этом режиме игроки составляют свою деку выбирая себе карты по очереди по одной из общего набора. Общий набор разделён на части по количеству игроков, на каждом этапе каждый игрок выбирает себе карту из «своей» части, после чего все части меняются местами (сдвигаются по кругу). В игре Владыки Астрала такой режим называется «Круглый стол». Режим доступен только при активации дополнения «Сила правды».

### Мультиплеер
Есть три варианта: онлайн-лига, игра по локальной сети и хотсит.
В онлайн-лиге присутствуют пять игровых каналов (пятый — приватный), можно просить для крупных сообществ приватный канал (открытый всем). Вызывать игрока на дуэль можно из списка с правой стороны экрана, при этом ограничен уровень ±4 уровня. Но есть возможность вызова на блиц-дуэль, время на ход ограничено пятнадцатью секундами. Есть возможность автопоиска противника (вне зависимости от уровня) и игры выбранной или случайной Стихией (возможно неограниченный выбор Стихий, которые будут участвовать в случайном выборе). После разрыва связи, если не прошёл таймаут, можно продолжить прерванную дуэль.
В Онлайн-лиге доступны 3 режима игры: одиночные дуэли, арена и турниры.
Одиночные дуэли являются обычными дуэли, но только между игроками. В режиме Арена правила ведения дуэлей периодически меняются. В этом режиме своё повышению по уровню (дуэли добавляются в общую статистику по стихиям), которое обнуляется в конце сезона арены, а победитель получает плюс один к счётчику «Победитель сезонов арены».
В режиме Турниры есть три типа: обычные дуэли, драфтовый турнир, дуэли спектромантов.
- Обычные дуэли — турнир из обычных дуэлей между игроками.
- Драфтовый турнир — в этом режиме игроки составляют свою деку выбирая себе карты по очереди по одной из общего набора. Общий набор разделён на части по количеству игроков, на каждом этапе каждый игрок выбирает себе карту из «своей» части, после чего все части меняются местами (сдвигаются по кругу).
- Дуэли спектромантов — в этом режиме у игроков нет базовых стихий, а есть только специальные, набор которых меняется только с выходом дополнений.

### Игра по локальной сети
Для этого режима необходимо выбрать Стихию и можно задать имя персонажа (по умолчанию сохранённый ник из онлайн лиги) и запустить поиск противника в локальной сети. В остальном это обычная дуэль.

#### Хотсит
Битва между игроками на одном компьютере. Они меняются местами в конце хода. Можно выбрать специальные Стихии и задать имена персонажей. В остальном это обычная дуэль.

### Базовые Стихии
- Огонь — карты этой стихии ориентированы на нанесения максимального урона существам противника, в том числе одновременно вредя своим существам, и усиление своих существ или разрушающего эффекта заклинаний.
- Вода — карты этой стихии ориентированы на увеличение других Сил своего владельца, защиту от повреждений владельца и существ и понижение Сил оппонента.
- Воздух — карты этой стихии ориентированы на нанесение неблокируемого существами урона непосредственно по оппоненту и способностями существ, и заклинаниями.
- Земля — карты этой стихии ориентированы на восстановление жизней как игрока, так и его существ, а также на нанесение урона по всем существам одновременно.

### Специальные Стихии
- Святость — стихия, которая ориентирована на увеличение Сил игрока, защиту и лечение. По сути является синтезом Воды и Земли. Являлась бесплатным до версии 1.1. Класс называется «Клерик».
- Смерть — стихия, которая ориентирована на массовое уничтожение существ оппонента, в том числе за счёт гибели также и своих существ, и получение за это Силы Смерти. Класс называется «Некромант».
- Механика — стихия, которая нацелена на повышение Силы Механики и на нанесение урона существам противника. В этом классе полностью отсутствуют карты для нанесения прямого урона противнику. Представляет собой синтез Огня и Воды. Являлась бесплатной в версии 1.2. Класс называется «Механик».
- Контроль — стихия, которая ориентирована на уменьшение Сил оппонента и изменение стоимости его карт. Класс называется «Доминатор».
- Хаос — стихия, которая является наиболее универсальной. Обладает картами с функционалом почти всех прочих стихий. Однако неудобна тем, что эффект её карт мало предсказуем в большинстве игровых ситуаций. Класс называется «Мастер хаоса».
- Иллюзии — стихия, которая ориентирована на использование против оппонента его собственных существ и нанесения ему прямого урона. Являлась бесплатной стихией в версии 1.1. Класс называется «Иллюзионист».

(Стихии, доступные с версии 1.1. Не фигурируют в кампании)
- Демоны — стихия, которая ориентирована на перерождение (или срабатывание способностей) существ после их гибели. Имеет заклинания урона по существам противника. Класс называется «Демонолог».
- Чары — стихия, в которой нет карт существ, только карты заклинаний. Ориентирована на повышение Сил, лечение существ, массовое уничтожение существ противника. Класс называется «Чародей».
- Природа — стихия, в которой присутствуют только карты существ и их активируемых способностей. То есть, фактически, в стихии 16 карт вместо стандартных 8 для прочих школ. Игрок не может призвать двух (и более) одинаковых существ одновременно, в отличие от существ всех других стихий, так как после того, как игрок призвал существо, на его месте появляется активируемая способность этого существа. Класс называется «Друид».

(Стихии, доступные с версии 1.2. Не фигурируют в кампании)
- Гоблины — стихия, карты которой имеют, несколько непредсказуемый эффект, но, в отличие от Хаоса, непредсказуемость довольно ограниченная. В основном эта стихия нацелена на раш. Класс называется «Вождь гоблинов».
- Лес — стихия, особенностью которой является наличие Волшебного кролика, от которого зависят возможности некоторых карт Леса. Так как Волшебный кролик постоянно присутствует в игре (но, если играют два Отшельника, в начале боя только один случайно выбранный из них обладает Волшебным кроликом, при этом погибая от рук соперника, Кролик переходит к нему, но, если в стройных рядах его армии не оказывается места для Кролика, тот «обижается» и на следующем ходу снова возвращается к игроку, за которого был первоначально) и каждый ход его атака увеличивается на 1. Карты Леса несколько слабее карт других стихий того же уровня, если их сравнивать поодиночке. Класс называется «Отшельник».
- Время — стихия, которая ориентирован на пропуск ходов противником; получение игроком дополнительного числа карт, играемых за ход (с ростом Сил игрока); дополнительной атаки существ игрока. Класс называется «Хрономант».

(Стихии, доступные только с версии 1.3 («Gathering of Power»). Не фигурируют в кампании)
- Дух — агрессивная стихия-модификация Клерика. Изменения касаются эффектов от заклинаний и существ, которые стали непосредственно атакующими. Некоторые карты перешли в эту стихию без изменений. Является бесплатной стихией с версии 1.3. Класс называется «Жрец».
- Кровь — стихия, обладающая пассивной особенностью, состоящей в том, что в начале каждого своего хода все существа игрока передают ему по единице здоровья. Это обусловлено тем, что помимо обычной платы за карты класса, игрок должен заплатить за них и своими очками здоровья, в размере удвоенной стоимости карты. Существа Крови обладают большим запасом здоровья и в основном нацелены на повышение урона. Класс называется «Лорд вампиров».
- Культ — стихия, все карты которой наделены отрицательными особенностями для себя или для игрока. Это скомпенсировано у большинства карт положительными особенностями. Карты разноплановы. Класс называется «Культист».
- Ремесло — стихия, которая имеет пассивную способность в виде Голема, который не получает урона от заклинаний и способностей существ. После гибели Голем возрождается в случайном слоте, а его обладатель получает 10 урона. Голем появляется сразу после начала игры в любом слоте, кроме крайних. Если дуэль между двумя Повелителями големов, то каждый имеет Голема не в противоположных слотах. Почти все карты, как и в случае с Отшельником, фигурируют вокруг Голема. Класс называется «Повелитель големов».

### Официальные турниры
Начиная с февраля 2013 года проводятся ежемесячные официальные турниры. В отличие от мини-турниров, которые игроки создают в онлайн-лиге сами, и которые проходят в полностью автоматическом режиме, официальные турниры проводятся ведущим по специальному регламенту, их результаты публикуются, а победители получают бонусы. Официальные турниры проводятся в первые выходные каждого месяца, их продолжительность составляет 5-6 часов. Чтобы обеспечить возможность участия игроков из разных часовых поясов, время старта турниров каждый раз меняется. Иногда незначительно меняется и схема проведения. Как правило, турнир состоит из двух стадий: отборочной, проходящей по швейцарской схеме, и стадии плей-офф — игрой на выбывание для окончательного определения победителя.
Помимо индивидуального зачёта, официальные турниры предполагают и командный зачёт — игроки могут произвольно объединяться в команды. Для участия в турнирах требуется предварительная запись, а также соответствие игрока минимальным требованиям, установленным регламентом.

### Альтернативные турниры
Существует множество других турниров, проводимых активистами сообщества. Многие из них проводятся в рамках сообщества ProSpectro Архивная копия от 13 марта 2015 на Wayback Machine (на которое есть ссылка с официального сайта игры), например ежегодный командный турнир Magic Fidelity (недоступная ссылка). Схемы проведения и уровень организации таких турниров могут быть самыми разными.

## Разработка
В процессе работы над продолжением стало понятно, что новая игра заметно отличается от Astral Tournament, поэтому (а также потому, что намёк на Unreal Tournament более не был актуален) было решено дать игре оригинальное название, а не Astral Tournament 2 как ранее планировалось.
Игра была издана 20 октября 2008 года для Windows. 11 февраля 2009 года игра вышла в системе Steam, вместе с трейлером. Версия на русском языке выпущена 26 июня 2009 года. 2 марта 2010 года вышло первое официальное дополнение «Лига Героев», 11 июня дополнение вышло в системе Steam. 29 марта 2011 года вышло второе официальное дополнение — «Сила правды», 13 июня дополнение вышло в системе Steam. 22 июля 2012 года была выпущена версия игры для iOS с модификацией кампании и общим сервером онлайн игры (ведётся работа над версиями для других платформ и операционных систем). 26 октября 2012 года вышло третье официальное дополнение — «Gathering of Power», 21 января 2013 года дополнение вышло в системе Steam. 8 апреля 2013 года вышло обновление улучшающее баланс и исправляющее ошибки.

## Системные требования
| Системные требования    | Системные требования                                              | Системные требования                                              |
| ----------------------- | ----------------------------------------------------------------- | ----------------------------------------------------------------- |
|                         | Минимальные                                                       | Рекомендуемые                                                     |
| Microsoft Windows       |                                                                   |                                                                   |
| ОС                      | 2000/XP/Vista/7                                                   | 2000/XP/Vista/7                                                   |
| ЦПУ                     | 800 MHz, P3 и далее                                               | 800 MHz, P3 и далее                                               |
| Место на диске          | 50 МБ                                                             | 50 МБ                                                             |
| Информационный носитель | Цифровая дистрибуция с сайта издателя и через Steam               | Цифровая дистрибуция с сайта издателя и через Steam               |
| Видеокарта              | 128 Mb, GeForce-2 и выше с 32+ MB RAM, 1024x768 разрешение экрана | 128 Mb, GeForce-2 и выше с 32+ MB RAM, 1024x768 разрешение экрана |
| Звуковая плата          | 100%-я DirectX 8.0-совместимая звуковая карта                     | 100%-я DirectX 8.0-совместимая звуковая карта                     |
| Сеть                    | Отсутствие                                                        | internet 128 KB                                                   |
| Устройства ввода        | клавиатура, мышь                                                  | клавиатура, мышь                                                  |
| iOS                     |                                                                   |                                                                   |
| ОС                      | iOS 4.1 и выше                                                    | iOS 4.1 и выше                                                    |
| Информационный носитель | магазин Apple                                                     | магазин Apple                                                     |

## Отзывы и критика
| Сводный рейтинг       | Сводный рейтинг       |
| Агрегатор             | Оценка                |
| --------------------- | --------------------- |
| GameRankings          | 77,5 % (по 6 обзорам) |
| Metacritic            | 75/100 (по 2 обзорам) |
| MobyRank              | 78/100                |
| Русскоязычные издания |                       |
| Издание               | Оценка                |
| «ЛКИ»                 | 80 %                  |

Бывший российский журнал Лучшие компьютерные игры оценил игру на орден и дал 80 %, автор журнала решил, что новизны в игре нет, а интерес к повторной игре есть. Также было отмечено, что в игре отличный искусственный интеллект. Победить компьютер на высшем уровне сложности трудно. Игре было посвящено два руководства и прохождения, три тактики игры и советов мастеров, одна статья в дуэльном клубе и статья в форумной вики-энциклопедии.
На статистических сайтах Metacritic и MobyGames средний рейтинг оценок от различных изданий достигает 75 баллов из 100 и 78 баллов из 100 соответственно.
Похожей игрой является Hearthstone: Heroes of Warcraft.